# Ciglence
Ciglence – wieś w Słowenii, w gminie Duplek. W 2018 roku liczyła 326 mieszkańców.